# Agente doble (película)
Agente doble (en inglés: Shadow Dancer) es una película dramática británico-irlandesa de 2012 dirigida por James Marsh y basada en la novela homónima de Tom Bradby, que también escribió el guion. Se estrenó en el Festival de Cine de Sundance 2012 y fue eliminada de la competencia en el 62 Festival Internacional de Cine de Berlín en febrero de 2012, estrenándose en el Reino Unido el 24 de agosto de 2012. La película se rodó en Dublín, si bien la acción tiene lugar en Belfast.

## Argumento
La historia transcurre en Irlanda del Norte en 1993. Colette McVeigh (Andrea Riseborough) es una joven viuda republicana. Vive en Belfast con su madre y hermanos, que son militantes devotos del IRA. Colette es detenida después de un fallido ataque en el centro de Londres. A continuación, Mac (Clive Owen), su agente secreto de la MI5, le ofrece la oportunidad de liberarla: debe espiar a su propia familia. De lo contrario, si falla, la enviarán a prisión y la dejarán encerrada durante 25 años sin volver a ver a su hijo por haber participado en un frustrado atentado de bomba del IRA en el centro de la ciudad. Por lo tanto, acepta la propuesta de Mac.

## Reparto
- Andrea Riseborough como Colette McVeigh
- Clive Owen como Mac
- Gillian Anderson como Kate Fletcher
- Aidan Gillen como Gerry McVeigh
- Domhnall Gleeson como Connor McVeigh
- Brid Brennan como Ma
- David Wilmot como Kevin Mulville
- Michael McElhatton como Liam Hughes
- Stuart Graham como Ian Gilmour
- Martin McCann como Brendan O'Shea